# 2. ŽNL Vukovarsko-srijemska 1998./99.
Prvenstvo je osvojila NK Mladost Privlaka, te se zajedno s drugoplasiranom NK Slavonija Soljani plasirala u viši rang, odnosno 1. ŽNL Vukovarsko-srijemsku. Iako nisu bili na posljednjem mjestu, iz lige su ispali NK Tompojevci, zbog nepodmirenih obaveza prema Savezu.

## Tablica
| Mj. | Klub                         | Sus. | Pobj. | Nerj. | Por. | GR.    | Bod.       | 1999./2000.                           |
| --- | ---------------------------- | ---- | ----- | ----- | ---- | ------ | ---------- | ------------------------------------- |
| 1.  | NK Mladost Privlaka          | 26   | 20    | 2     | 4    | 106:31 | 62         | 1. ŽNL Vukovarsko-srijemska Grupa "A" |
| 2.  | NK Slavonija Soljani         | 26   | 19    | 4     | 3    | 117:36 | 61         | 1. ŽNL Vukovarsko-srijemska Grupa "B" |
| 3.  | NK Borac Drenovci            | 26   | 17    | 3     | 6    | 94:32  | 54         | 2. ŽNL Vukovarsko-srijemska           |
| 4.  | NK Sloga Novi Mikanovci      | 26   | 16    | 4     | 6    | 83:38  | 52         | 2. ŽNL Vukovarsko-srijemska           |
| 5.  | NK Mladost Cerić             | 26   | 15    | 6     | 5    | 60:34  | 51         | 2. ŽNL Vukovarsko-srijemska           |
| 6.  | NK Lipovac                   | 26   | 12    | 6     | 8    | 55:29  | 42         | 2. ŽNL Vukovarsko-srijemska           |
| 7.  | NK Slavonac Gradište         | 26   | 12    | 5     | 9    | 52:59  | 41         | 2. ŽNL Vukovarsko-srijemska           |
| 8.  | NK Posavac Posavski Podgajci | 26   | 11    | 7     | 8    | 58:58  | 40         | 2. ŽNL Vukovarsko-srijemska           |
| 9.  | NK Sloga Račinovci           | 26   | 10    | 2     | 14   | 54:69  | 32         | 2. ŽNL Vukovarsko-srijemska           |
| 10. | NK Hajduk Mirko Mirkovci     | 26   | 7     | 2     | 17   | 58:74  | 23         | 2. ŽNL Vukovarsko-srijemska           |
| 11. | NK Zrinski Tordinci          | 26   | 7     | 3     | 16   | 40:80  | 23 (-1) ↓1 | 2. ŽNL Vukovarsko-srijemska           |
| 12. | NK Tompojevci                | 26   | 7     | 0     | 19   | 52:96  | 19 (-2) ↓2 | 3. ŽNL Vukovarsko-srijemska Grupa "B" |
| 13. | NK Petrovci                  | 26   | 3     | 1     | 22   | 27:103 | 10         | 2. ŽNL Vukovarsko-srijemska           |
| 14. | NK Lovas                     | 26   | 1     | 3     | 21   | 24:131 | 6          | 2. ŽNL Vukovarsko-srijemska           |